# 맥도널 더글러스 F-15 이글
맥도널 더글러스 F-15 이글(영어: Mcdonnell Douglas F-15 Eagle)은 미국 보잉 방산우주보안이 제작하고, 1972년 7월부터 투입된 제공권 확보와 유지, 공중 우세에 초점을 둔 전천후(all-weather) 고기동 전술전투기이다. F-15는 미국 공군을 위해 개발되었으며, 1972년 첫 비행을 하였다. 미 공군은 2025년까지 F-15를 계속 운용할 예정이다. 현재 이 항공기는 2022년까지 생산을 목표로 여러 가지 파생형이 제작되고 있다.
대표적인 파생기종으로는 1989년부터 다목적 전폭기로 투입된 F-15E 스트라이크이글이 있다. F-15E는 미국 내에서도 성공작이라 평가받는 전천후 전투폭격기다. 특히, 대한민국 공군의 F-15K는 이 F-15E를 베이스로 하고 있다.

## 개발 과정

### 기원
1960년대 중반, 미 공군 정보부는 소련이 미그-25(MiG-25) "폭스뱃(Foxbat)"으로 알려진 대형 전투기를 제작하고 있음을 알게 되어 놀라게 되었다. 당시 이 전투기는 제공 전투기가 아닌 고속 요격기로 설계되었다고 알려져 있었다. 전투기의 장점은 속도였고, 조종성이 아니었다. 미그 25의 큰 수평꼬리날개와 수직안정판은 매우 조종성이 좋음을 암시했고, 공군은 그 성능이 미국의 대응기에 비해 우월할까봐 걱정하였다. 실제로, 미그기의 큰 수평꼬리날개와 수직안정판은 비행기가 높은 고도, 높은 속도에 도달했을 때 원심력에 의해 키놀이 모멘트(pitching moment)가 발생하는 현상 즉, 관성 커플링(inertia-coupling)이 발생하는 것을 막기 위한 장치였다.
이에 따라 미국은 차세대 전투기 프로젝트를 발표하기에 이르고, '100% 제공권 확보를 위한 전투기'라는 조건 아래 만들어진 전투기가 바로 F-15이다.

### F-X 프로그램
4개의 회사가 F-X(Fighter Experimental; 시험 전투기)를 제안하였고, 맥도넬 더글러스사의 F-15가 미 공군에 의해 선정되었다(1969년 12월).
F-15의 최초 시험기는 단좌형은 F-15A, 복좌형은 F-15B로 명명되었다.

## 보유국
- 미국 - 350기
- 일본 - 201기
- 이스라엘 - 75기
- 사우디아라비아 - 132기
- 대한민국 - 59기
- 싱가포르 - 40기
- 카타르 - 36기 주

## 파생형

### 기본형(미공군 제식)
F-15A
단좌형 전천후 제공 전투기. 365대 생산
F-15B
복좌형 훈련용. 초기 명칭은 'TF-15A'. 59대 생산
F-15C
개량된 단좌형 전천후 제공 전투기. 408대 생산
F-15D
복좌형 훈련용. 62대 제작
F-15E 스트라이크 이글
복좌형 전천후 다목적 장거리 공격, 지상 공격기. F-15I, F-15S, F-15K, F-15SG, F-15SA 등 파생형 모델이 출시되었다.

### F-15 수출형/사장형(페이퍼 파이터)

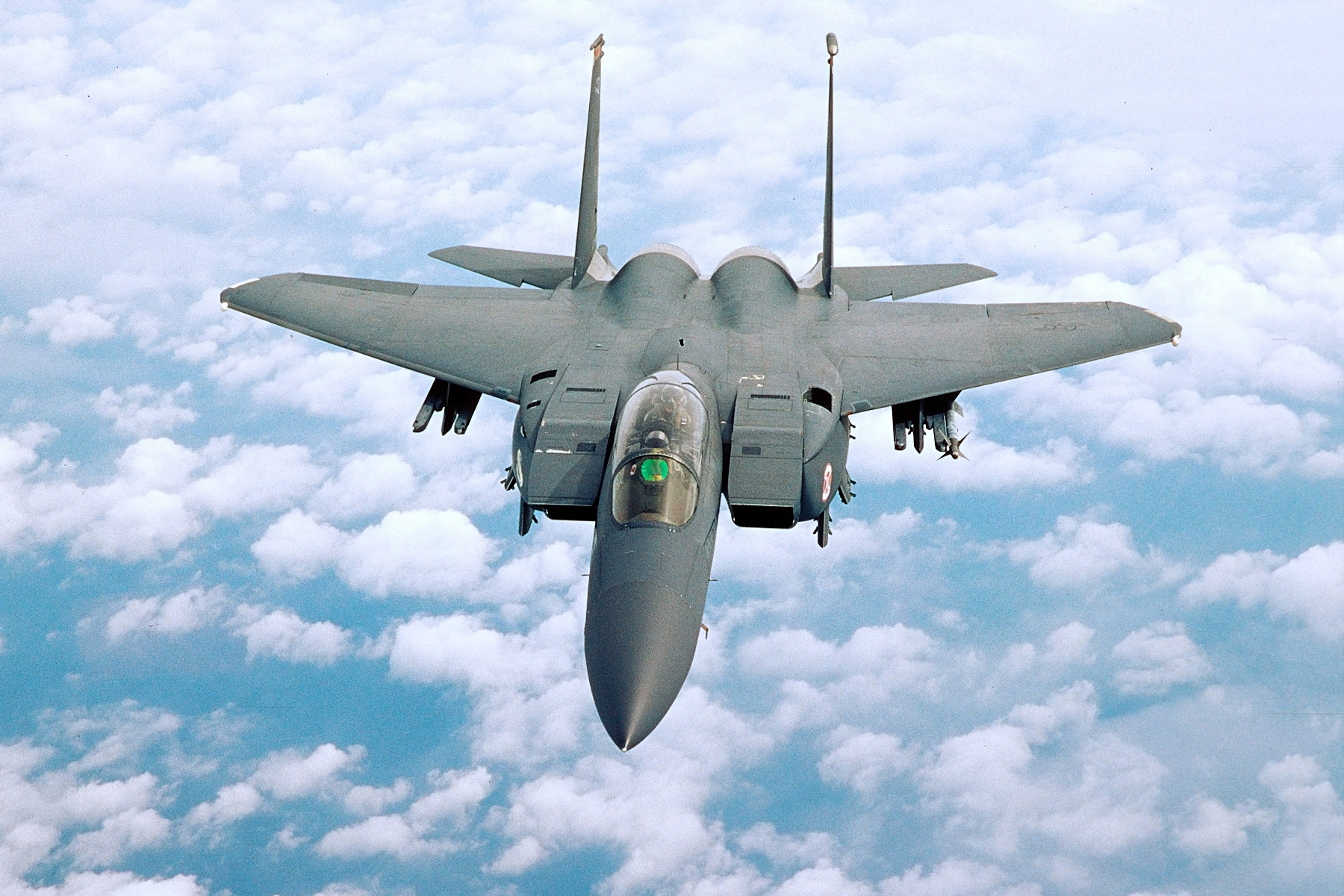
미 공군(USAF)의 F-15E 스트라이크 이글

F-15CJ/DJ
F-15C/D의 일본의 항공자위대용이자 업그레이드형. 미츠비시에서 면허생산(213대).
F-15I Ra'am (Thunder)
F-15E의 이스라엘 공군용으로 미군의 F-15E급을 도입하고 이후 이스라엘에서 직접 개량한 것으로 추정. 총 25대 도입.
F-15K 슬램 이글(Slam Eagle)
F-15E의 대한민국 공군용 개량형. 1 ~ 2차 FX 사업으로 총 61대 도입(보잉社의 1기 보상분 포함), 2기 추락으로 59대 운용 중.
F-15S 스트라이크 이글
F-15E의 사우디 아라비아 공군용 개량형(다운그레이드형) 72대 도입(24대는 공대공 전용, 48대는 공대지 공격 폭격 임무로 특화됨)
F-15SA(Saudi Advanced)
F-15S의 업그레이드 버전. 사우디 아라비아 공군이 운용 중
F-15SG 스트라이크 이글
F-15E의 싱가폴 공군용 개량형. F-15T로도 알려져있다. 24대 도입
F-15R
루마니아 공군에 제안되었던 중고 A/B형 기체 개량형 모델로 공대공 무장 능력이 향상되고 기타 무장 능력이 제거된 전반적인 다운그레이드형.
F-15N 시 이글(Sea Eagle)
항모 탑재용. 1970년대에 F-14 톰캣의 대안으로 미해군에 제안. 날개 끝을 접을 수 있었고, 적재를 위해 착륙기어와 테일 후크를 강화.
F-15F 스트라이크 이글
단좌형 F-15E
F-15H 스트라이크 이글
F-15E의 그리스 공군용 모델 (취소됨)
F-15SE 사일런트 이글(취소됨)
기존의 F-15E기체에 스텔스 기능 추가. 수직 꼬리날개를 F-22 형으로 15도의 각도로 경사지게 변경하고, 모든 외부 돌출 안테나를 내장형으로 변경. 양쪽 컨포멀 탱크 측면과 하부에 암람급 AAM 1기의 장착이 가능한 내부 무장창 2개를 설치하여 모두 4기의 암람 장착이 가능하고, SDB나 500lbs급 JDAM 장착이 가능. 2010년 시험비행과 미사일 실사격 후 2012년 ~ 2013년에 양산 예정이었다. 2013년 11월 22일, 대한민국이 차세대 전투기 기종으로 F-35A를 구매할 예정이라는 뉴스가 전해진 이후 보잉은 F-15SE에서 "Advanced F-15(Advanced Eagle)"로 개발계획을 변경하였다.
F-15 2040C 어드밴스드 이글(Advanced Eagle)
F-15C의 업그레이드 버전. F-22 랩터의 제공권 우위 확보를 보조하는 역할을 수행하기 위해 제안됨. 공군 전력과 절대적 제공권 우위 확보(air capabilities and lethality)에 중점을 두고 약간의 성능향상을 도모함. 2040C의 기본 컨셉(concept)은 대한민국과 이스라엘에 제시한 사일런트 이글이 진화한 형태다.
F-15QA 아바빌(Ababil)
사우디아라비아 공군(RSAF)용으로 개발된 어드밴스드 이글의 파생형이다. 카타르 공군(QEAF)이 36대 도입할 예정이며, 대형 디스플레이가 적용된 조종석, APG-82(V)1 AESA 레이다가 특징이다.
F-15EX
F-15QA의 업그레이드 버전. 첨단 디지털 기술이 대거 적용된 미 공군의 제공용 전투기로, 초당 8,700만회의 연산을 수행하는 최신형 코어 프로세서와 전자전 장비, 대형 디스플레이, 개방형 임무 시스템(Open Mission Systems, OMS), 향상된 비행 제어 시스템인 플라이 바이 와이어 디지털 제어 시스템이 적용되었다. 미 공군에서 144대 이상 도입할 예정이고, 향후 인도네시아 공군에서도 F-15EX를 도입할 예정이다.

### 연구 및 실험기

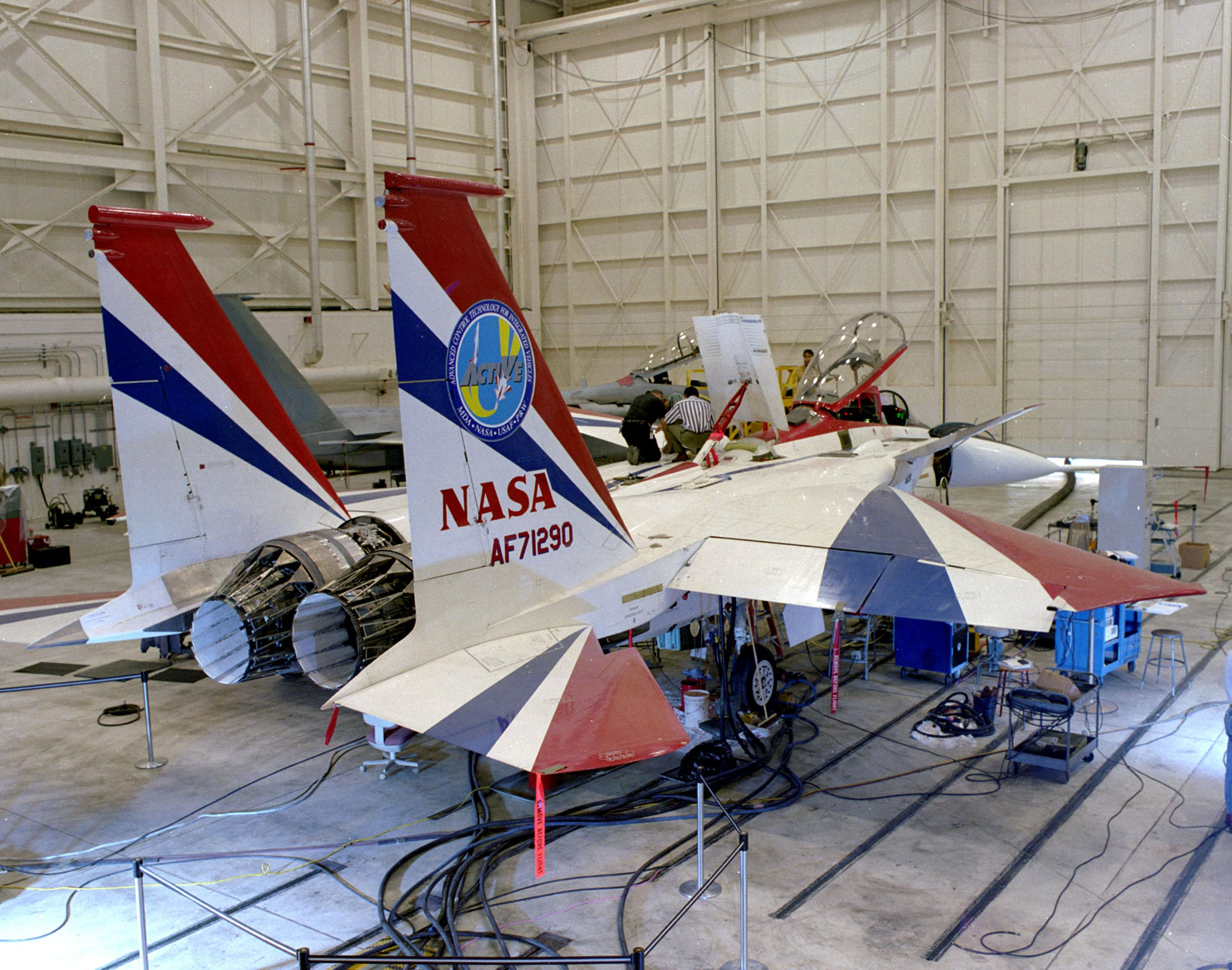
F-15 ACTIVE, 드라이덴 연구 센터, 1995

F-15 스트리크 이글 (Streak Eagle; '72-0119')
부착물이 없고 도색되지 않은 F-15A로, 전투기의 가속을 테스트하기 위해 시범 비행하였다. 1975년 1월 ~ 2월에 상승속도 기록을 8회 갱신하였다.
F-15S/MTD (71-0290)
TF-15A 중 한 대가 단거리 이착륙, 조종기술 시범비행용으로 개조되었다.
F-15 ACTIVE (71-0290)
The F-15S/MTD에서 고급 조종기술의 연구 기체로 개조되었다. TVC노즐과 선미익(先尾翼, canard)이 있는 것이 특징이다.
F-15 IFCS (Intelligent Flight Control System) (71-0290)
The F-15 ACTIVE에서 지능형 비행 제어 시스템 연구 기체로 개조되었다.
F-15 MANX
F-15 ACTIVE의 꼬리날개가 없는 형태이며 전체적인 형상은 YF-23과 F-15가 혼합된 형상으로 계획되었으나 비용문제와 성능향상효과에 대한 논란으로 인해 실기체로는 나오지 않았다.
F-15 비행 연구 시설 (71-0281, 71-0287)
두 대의 F-15A 전투기가 1976년에 NASA의 드라이덴 비행 연구 센터에서 요청되어 여러 장비의 시험에 이용되었다.
F-15B 연구 시험용 (74-0141)
1993년에 드라이덴 비행 연구센터에서 요청되었다.

## 제원

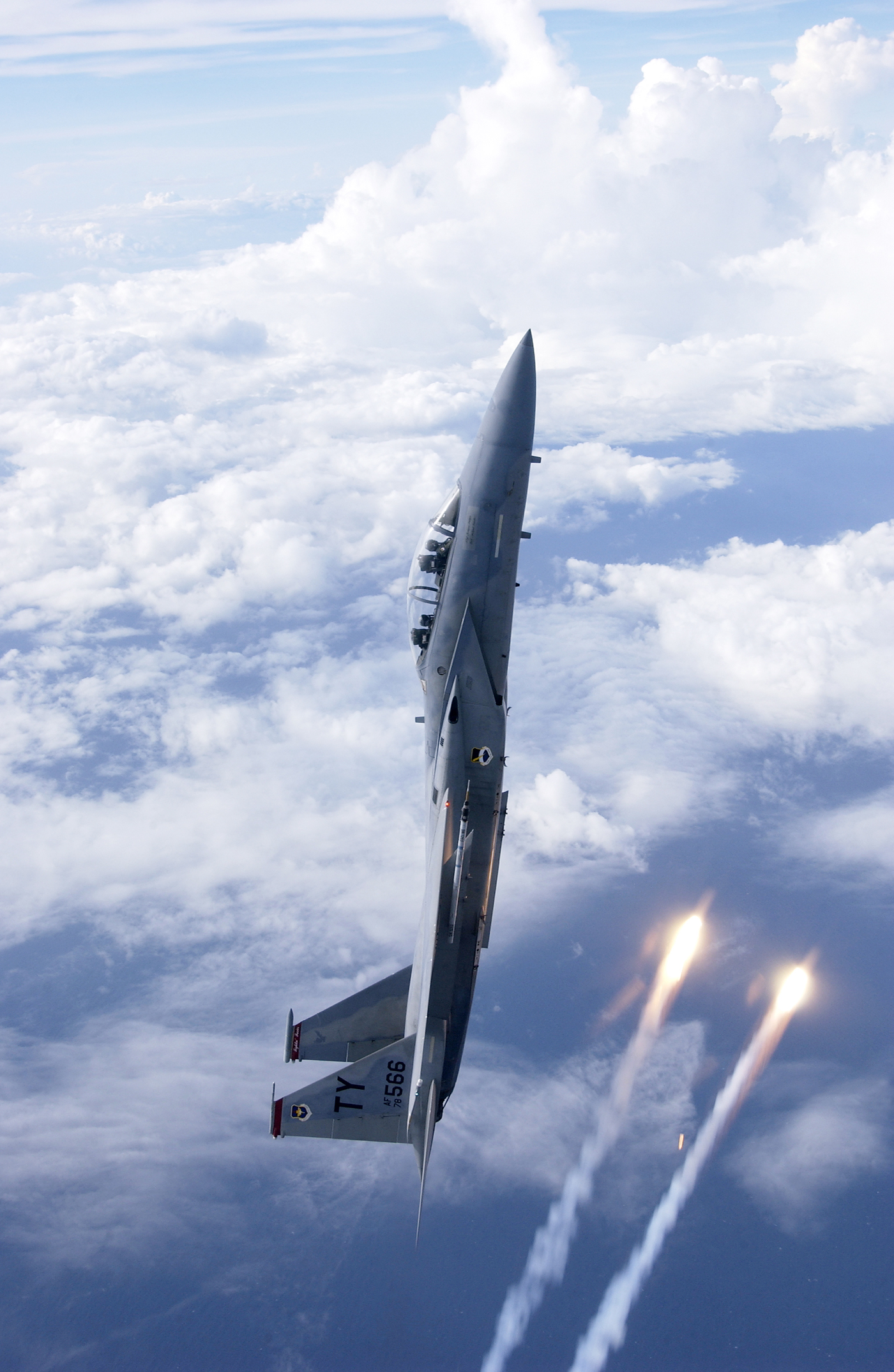
미 공군(USAF)의 F-15D

### 일반사항
- 승무원: 1 (A/C), 2 (B/D/E/K)
- 길이: 63.8 ft (19.44 m)
- 날개폭: 42.8 ft (13 m)
- 높이: 18.5 ft (5.6 m)
- 날개 면적: 608 ft² (56.5 m²)
- 자체 공중량: 28,000 lb (12,700 kg)
- 무장시 (C 형): 44,500 lb (20,200 kg)
- 최대 이륙 중량:
  - C/D: 68,000 lb (30,844 kg)
  - E: 81,000 lb (36,700 kg)
- 동력원: 엔진
  - F-15C/E: 2x 프랫 앤 휘트니 F100-PW-229 터보팬, 각각 29,000 lbf (129 kN) 또는 2x 제너럴 일렉트릭 F110-GE-100 터보팬, 각각 32,000 lbf (142 kN) 추진력을 갖고 있음
- 레이다: 레이시온(Raytheon) AN/APG-63, E형:AN/APG-70
- 레이다 대항책: AN/APX-76 IFF 피아식별장치, AN/ALQ-128 레이다 경고 장비, AN/ALR-56 레이다 경고 수신기, ALQ-135 내장형 재머, AN/ALE-45 채프/플레어 살포기
- 단가(FY$98): 4천 3백만 달러 (F-15C/D), 약 5천 5백만 달러 (F-15E/F)

### 성능
- 최고속도: 1,875 mph (2,655 km/h) (마하 2.5)
- 항속거리: 3,500 mile (5,632 km)
- 실용상승고도:
  - A/B/C/D: 65,000 ft (19,812 m)
  - E: 50,000 ft (15,000 m)
- 상승률: 50,000 ft/min (15,240 m/min)

### 무장
- 날개 6곳, 동체 4곳, 중앙선에 1곳 장착 가능 (The F-15E 스트라이크형은 추가로 동체에 4군데 장착이 가능) 총 중량은 16,000 lb (7,300 kg) 으로, 다음과 같은 무장을 포함한다.
  - 화기: 1x M61 발칸 20 mm 개틀링 940발 (A/B/C/D), 500발 (E)
  - 미사일: AIM-7F 스패로우, AIM-120 AMRAAMs, and AIM-9 Sidewinder
  - 폭탄: F-15E형은 미 공군 목록에 있는 거의 모든 공대지 폭탄을 나를 수 있다. 그중에는, 자유낙하하는 핵무기와 4,500 lb (2000 kg)의 GBU-28 벙커 관통 폭탄이 포함된다.

(F-15K의 경우에는 SLAM-ER나 공대지/함 미사일 하푼을 운용할 수 있다.)

## 같이 보기
- 비교기체: MiG-25 - Su-27 - Su-35 - 유로파이터
- 디자인 시리즈: F-11 - YF-12 - F-14 - F-15 - F-16 - YF-17 - F/A-18
- 파생기종: F-15A - F-15B - F-15C - F-15D - F-15J - F-15E - F-15K - F-15SG
- 전투기
- 보잉
- F-16 파이팅 팰컨(Fighting Falcon)
- 대한민국 공군
- KAI
- 서울에어쇼
- FX 사업